# 訃報 1991年11月
訃報 1991年11月（ふほう 1991ねん11がつ）では、1991年（平成3年）11月中に物故した、又は物故が報じられた人物についてまとめる。

## （1日 - 15日）

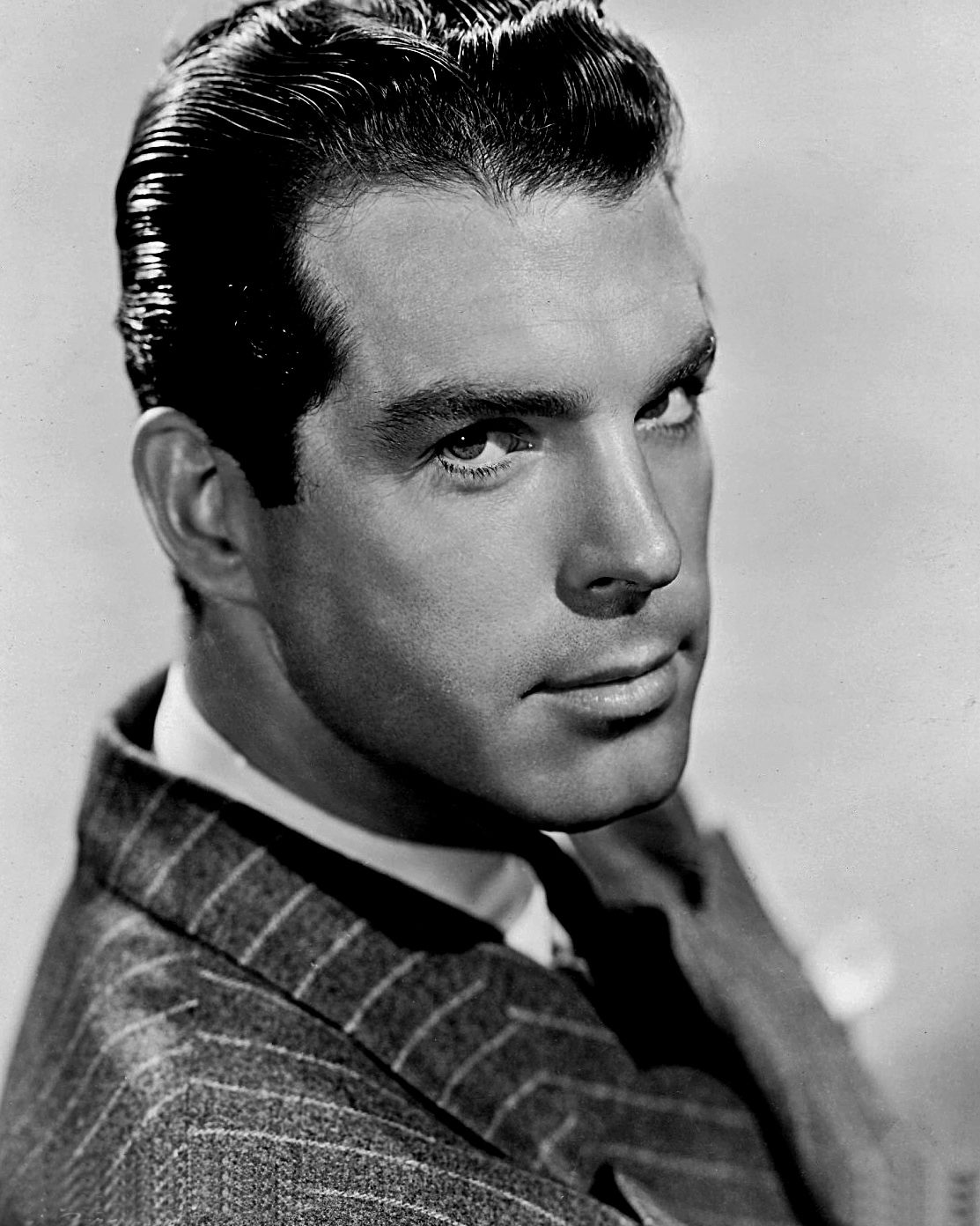
フレッド・マクマレイ / 11月5日没

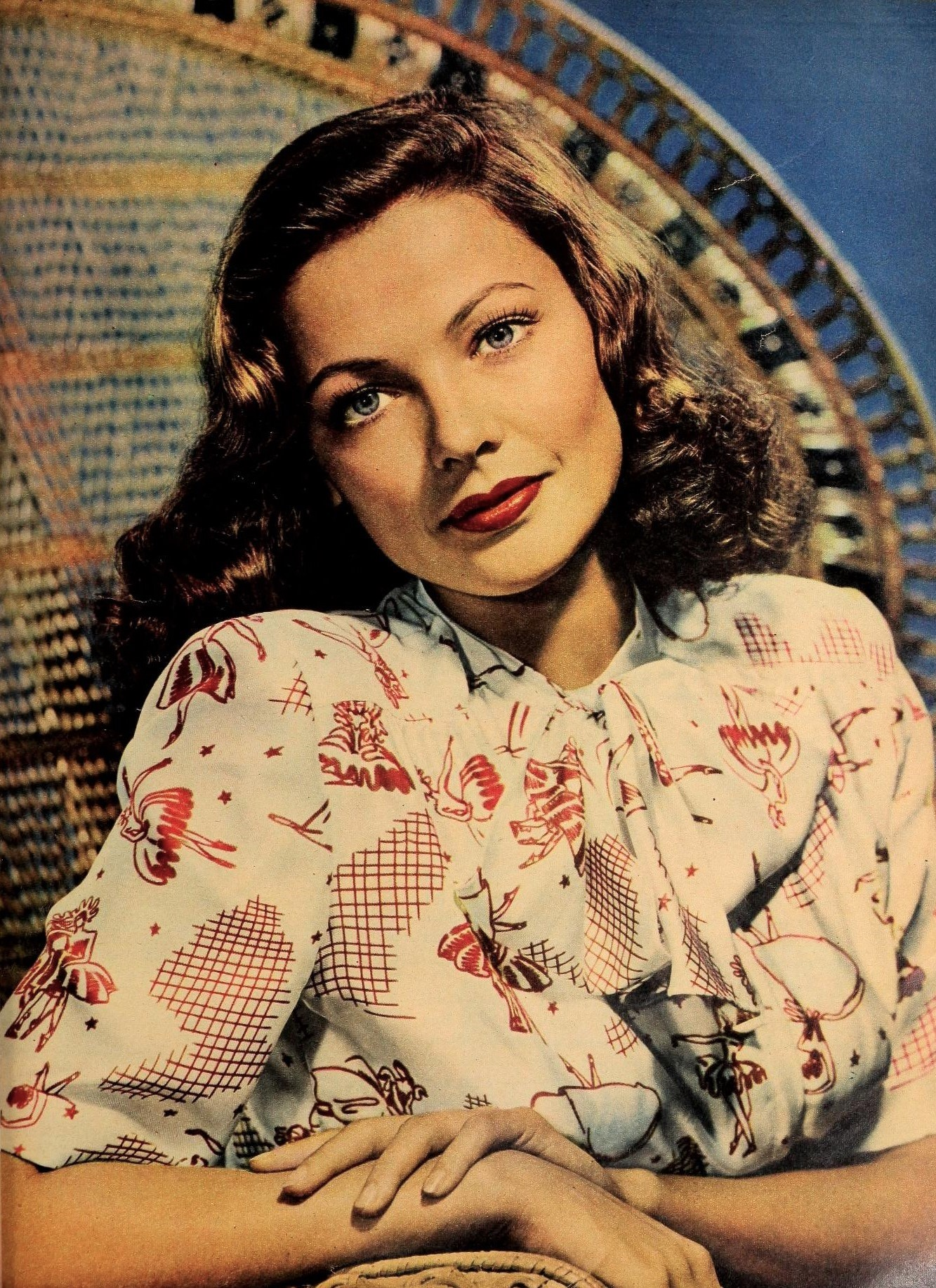
ジーン・ティアニー / 11月6日没

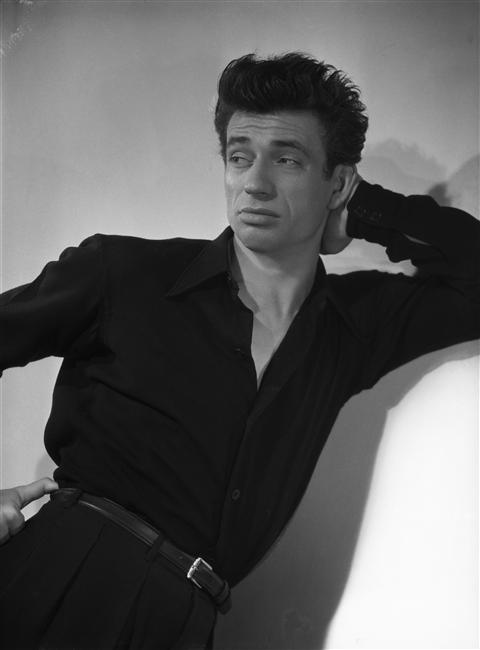
イヴ・モンタン / 11月9日没

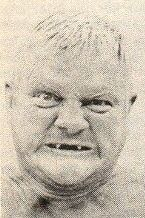
ウィリアム・アフィルス / 11月10日没

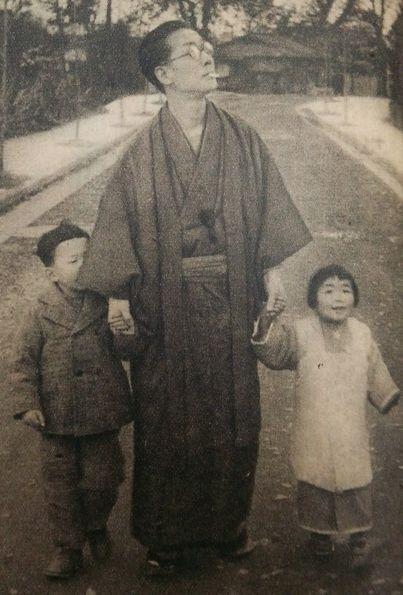
依田義賢 / 11月14日没

- 11月4日 - 小此木彦三郎、政治家（* 1928年）
- 11月5日 - フレッド・マクマレイ、俳優（* 1908年）
- 11月6日 - 岡田春夫、元衆議院副議長（* 1914年）
- 11月6日 - ジーン・ティアニー、女優（* 1920年）
- 11月8日 - シャーロット・モーマン、チェリスト・パフォーマンス・アーティスト（* 1933年）
- 11月9日 - イヴ・モンタン、俳優（* 1921年）
- 11月10日 - ウィリアム・アフィルス、プロレスラー（* 1929年）
- 11月14日 - 依田義賢、脚本家（* 1909年）
- 11月14日 - トニー・リチャードソン、映画監督（* 1928年）
- 11月15日 - ロバート・マッコール、フィギュアスケート選手（* 1958年）

## （16日 - 30日）

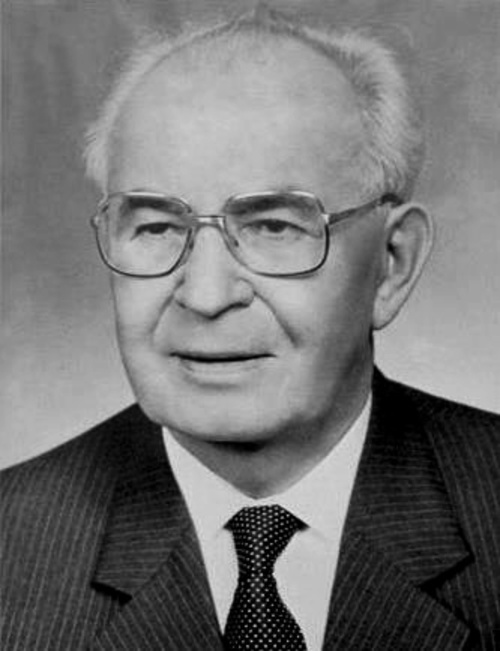
グスターフ・フサーク / 11月18日没

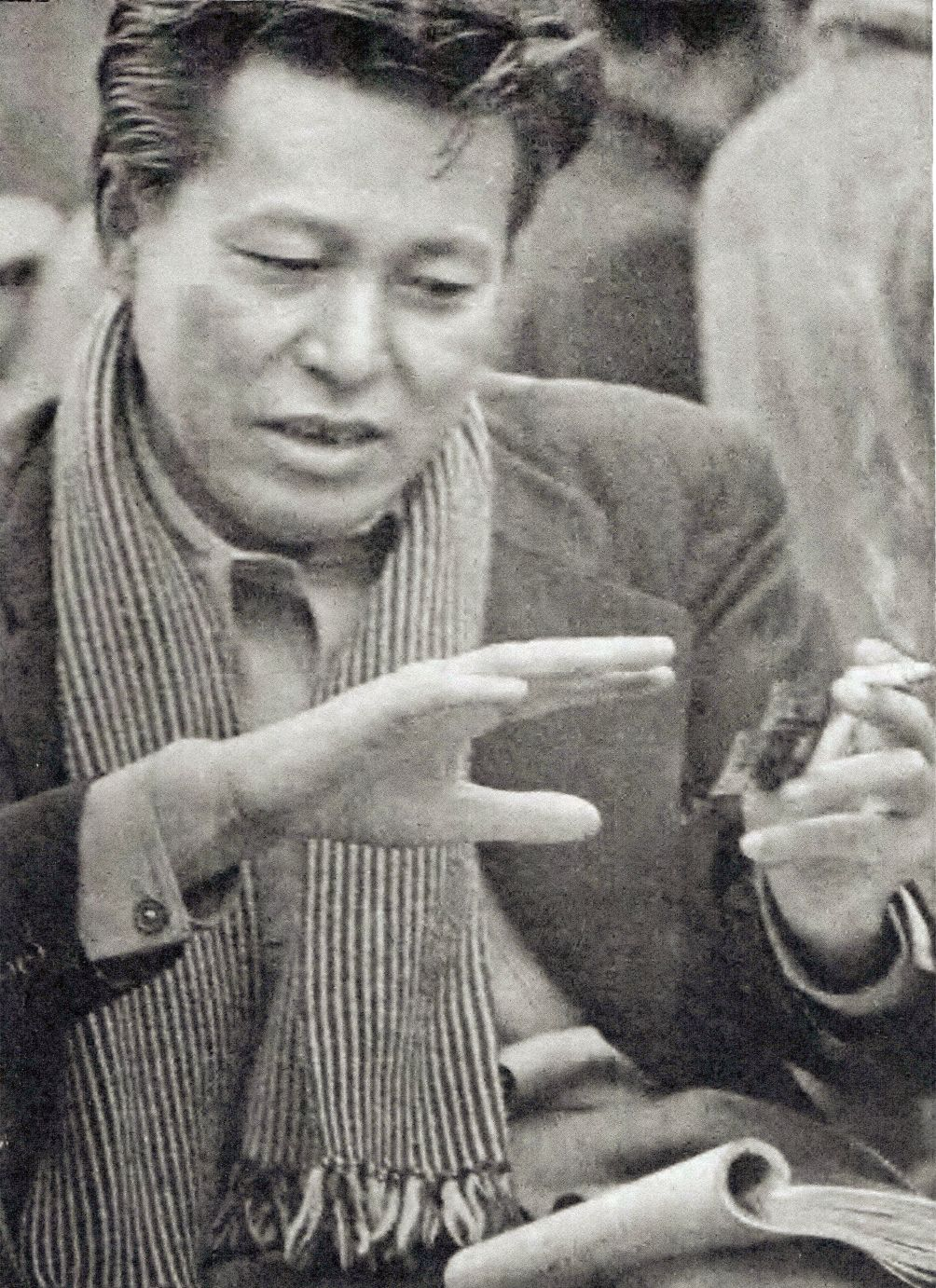
今井正 / 11月22日没

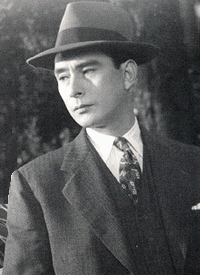
上原謙 / 11月23日没

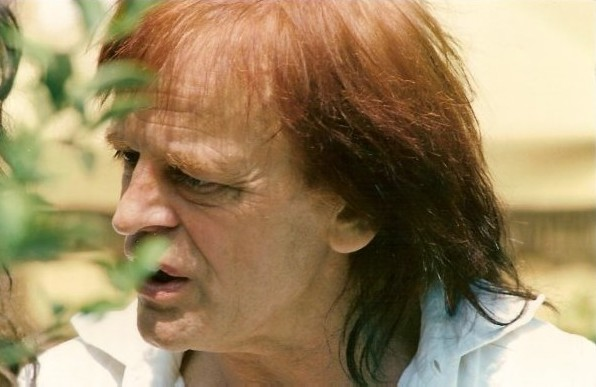
クラウス・キンスキー / 11月23日没

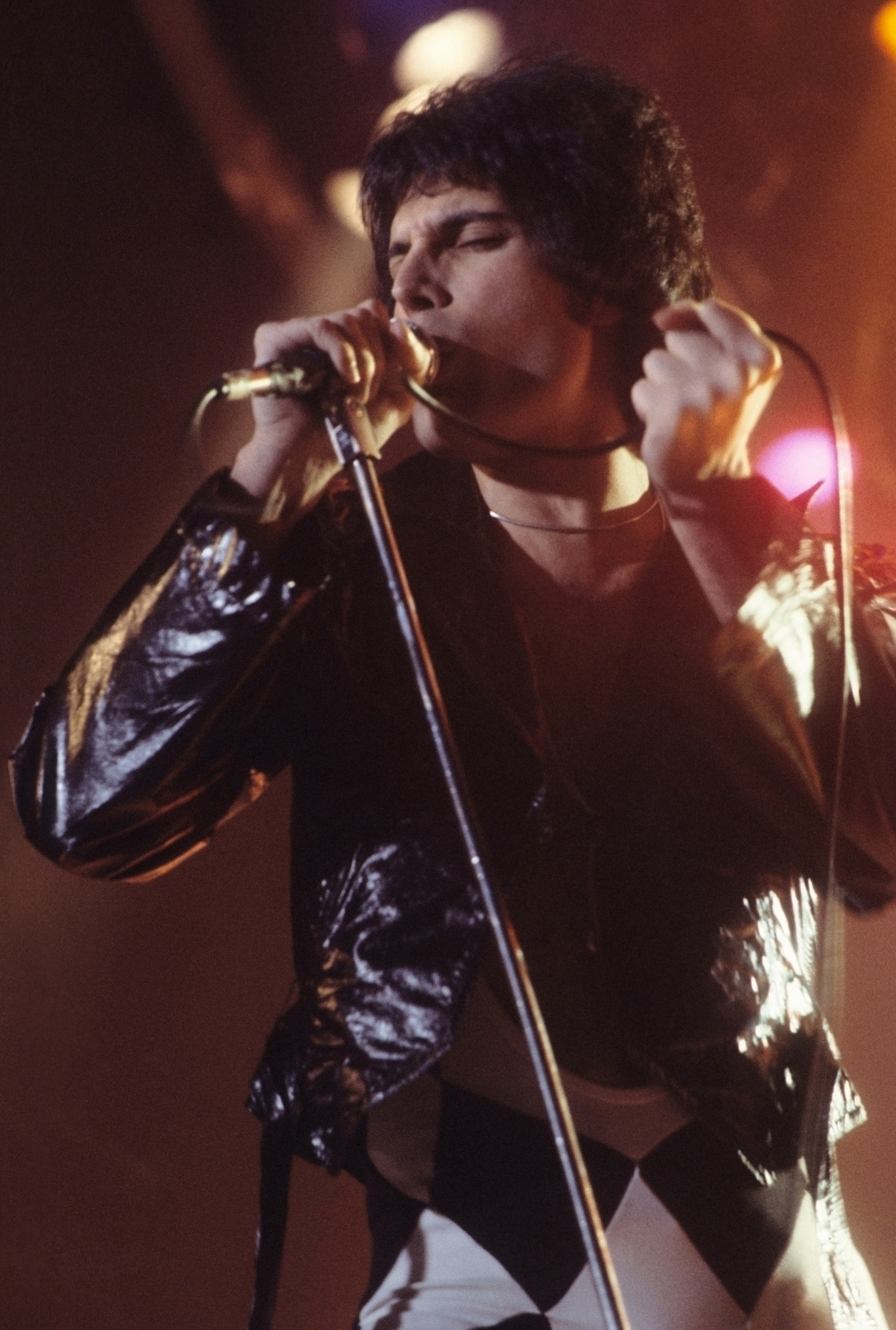
フレディ・マーキュリー / 11月24日没

- 11月16日 - 伊上勝、脚本家（* 1931年）
- 11月18日 - グスターフ・フサーク、チェコスロヴァキアの指導者（* 1913年）
- 11月20日 - 山崎正之、プロ野球選手（* 1938年）
- 11月21日 - ダニエル・マン、映画監督（* 1912年）
- 11月21日 - 石丸藤吉、プロ野球選手（* 1914年）
- 11月22日 - 麻生実男、元プロ野球選手（* 1937年）
- 11月22日 - 今井正、映画監督（* 1912年）
- 11月23日 - 上原謙、俳優（* 1909年）
- 11月23日 - クラウス・キンスキー、俳優（* 1926年）
- 11月24日 - 大村千吉、俳優（* 1922年）
- 11月24日 - エリック・カー、キッスの2代目ドラマー（* 1950年）
- 11月24日 - フレディ・マーキュリー、クイーンのヴォーカリスト（* 1946年）
- 11月25日 - エレノア・オードリー、女優（* 1905年）
- 11月26日 - 始関伊平、政治家、第45代建設大臣（* 1907年）
- 11月27日 - ハリー・スミス、芸術家（* 1923年）
- 11月27日 - 吉村よう、声優（* 1954年）
- 11月29日 - 河内忠吾、野球選手、野球監督（* 1930年）
- 11月29日 - 川口敬次郎、プロ野球選手（* 1919年）